# Edwin Stiven Mosquera
Edwin Stiven Mosquera Palacios (Quibdó, Chocó, Colombia; 27 de junio de 2001) más conocido como Shirra es un futbolista colombiano. Juega como extremo  y su equipo actual es Millonarios de la Categoría Primera A.

## Orígenes y formación
Llegó al Independiente Medellín a la edad de 15 años, proveniente de un Club de la ciudad de Quibdó. Su llegada al equipo rojo de Antioquia se dio gracias a la actuación que éste tuvo en un torneo realizado en Cali, en el que el ¨Tucho¨ Ortíz estaba presente y debido a su destacada actuación lo llevó a probarse al DIM y allí el técnico Fabio Martínez decidió incorporarlo a las divisiones menores.

## Trayectoria

### Independiente Medellín
Tuvo su primera convocatoria con el primer equipo del Independiente Medellín el 16 de agosto de 2018 para enfrentar el partido de ida válido por los octavos de final de Copa Colombia ante Once Caldas. En dicho partido, debutó como profesional ingresando al segundo tiempo, el encuentro finalizó con derrota para su equipo por 0-1. Su primer partido como titular fue el 1 de mayo de 2019 en la victoria de su equipo 2-1 ante Atlético Huila, donde tuvo una destacada actuación.

### Juventude
El 12 de mayo del 2021, Independiente Medellín confirma el préstamo del jugador al Juventude del Campeonato Brasileño de Serie A.

### Aldosivi
El 5 de enero de 2022 se anuncia su llegada al Club Atlético Aldosivi de Argentina.

### Atlanta United
El 12 de julio de 2023, regresó a Atlanta United, de la Major League Soccer, luego de que finalizara su préstamo en Defensa y Justicia.

### Millonarios
El 10 de julio de 2025 se anuncia su llegada a Millonarios, a modo de préstamo por un año con opción de compra desde el Atlanta United.

## Estadísticas

### Clubes
| Club                                  | Div.          | Temporada     | Liga  | Liga  | Copas | Copas | Internacional | Internacional | Total | Total |
| Club                                  | Div.          | Temporada     | Part. | Goles | Part. | Goles | Part.         | Goles         | Part. | Goles |
| ------------------------------------- | ------------- | ------------- | ----- | ----- | ----- | ----- | ------------- | ------------- | ----- | ----- |
| Independiente Medellín · Colombia     | 1.ª           | 2018          | 0     | 0     | 1     | 0     | -             | -             | 1     | 0     |
| Independiente Medellín · Colombia     | 1.ª           | 2019          | 18    | 0     | 2     | 0     | -             | -             | 19    | 0     |
| Independiente Medellín · Colombia     | 1.ª           | 2020          | 9     | 0     | 1     | 0     | 7             | 0             | 17    | 0     |
| Independiente Medellín · Colombia     | 1.ª           | 2021          | 6     | 0     | -     | -     | -             | -             | 6     | 0     |
| Independiente Medellín · Colombia     | Total club    | Total club    | 33    | 0     | 4     | 0     | 7             | 0             | 44    | 0     |
| EC Juventude · (cedido) · Brasil      | 1.ª           | 2021          | 1     | 0     | -     | -     | -             | -             | 1     | 0     |
| EC Juventude · (cedido) · Brasil      | Total club    | Total club    | 1     | 0     | 0     | 0     | 0             | 0             | 1     | 0     |
| Aldosivi (cedido) Argentina           | 1.ª           | 2022          | 1     | 0     | 13    | 0     | -             | -             | 14    | 0     |
| Aldosivi (cedido) Argentina           | Total club    | Total club    | 1     | 0     | 13    | 0     | 0             | 0             | 14    | 0     |
| Atlanta United Estados Unidos         | 1.ª           | 2022          | 12    | 0     | -     | -     | -             | -             | 12    | 0     |
| Defensa y Justicia (cedido) Argentina | 1.ª           | 2023          | 5     | 0     | -     | -     | 1             | 0             | 6     | 0     |
| Defensa y Justicia (cedido) Argentina | Total club    | Total club    | 5     | 0     | 0     | 0     | 1             | 0             | 6     | 0     |
| Atlanta United Estados Unidos         | 1.ª           | 2023          | 15    | 4     | -     | -     | 2             | 0             | 17    | 4     |
| Atlanta United Estados Unidos         | 1.ª           | 2024          | 22    | 1     | 1     | 0     | 1             | 0             | 24    | 1     |
| Atlanta United Estados Unidos         | 1.ª           | 2025          | 10    | 1     | -     | -     | -             | -             | 10    | 1     |
| Atlanta United Estados Unidos         | Total club    | Total club    | 59    | 6     | 1     | 0     | 3             | 0             | 63    | 6     |
| Millonarios · (cedido) · Colombia     | 1.ª           | 2025          | 0     | 0     | -     | -     | -             | -             | 0     | 0     |
| Millonarios · (cedido) · Colombia     | Total club    | Total club    | 0     | 0     | 0     | 0     | 0             | 0             | 0     | 0     |
| Total carrera                         | Total carrera | Total carrera | 99    | 6     | 18    | 0     | 11            | 0             | 128   | 6     |

### Selección nacional
| Selección         | Año               | Amistosos | Amistosos | Amistosos | Copa América | Copa América | Copa Mundial | Copa Mundial | Eliminatorias Mundialistas | Eliminatorias Mundialistas | Total | Total | Total  |
| Selección         | Año               | Part.     | Goles     | Asist.    | Part.        | Goles        | Part.        | Goles        | Part.                      | Goles                      | Part. | Goles | Asist. |
| ----------------- | ----------------- | --------- | --------- | --------- | ------------ | ------------ | ------------ | ------------ | -------------------------- | -------------------------- | ----- | ----- | ------ |
| Colombia Sub-18   |                   |           |           |           |              |              |              |              |                            |                            |       |       |        |
| 2019              | 1                 | 2         | 1         | --        | --           | --           | --           | --           | --                         | 1                          | 2     | 1     |        |
| Colombia Sub-20   |                   |           |           |           |              |              |              |              |                            |                            |       |       |        |
| 2020              | 2                 | 1         | 0         | --        | --           | --           | --           | --           | --                         | 2                          | 1     | 0     |        |
| Colombia Sub-23   |                   |           |           |           |              |              |              |              |                            |                            |       |       |        |
| 2023              | 2                 | 0         | 0         | --        | --           | --           | --           | --           | --                         | 2                          | 0     | 0     |        |
| Total en Colombia | Total en Colombia | 5         | 3         | 1         | 0            | 0            | 0            | 0            | 0                          | 0                          | 5     | 3     | 1      |

## Palmarés

### Campeonatos nacionales
| Título        | Club                   | País     | Año  |
| ------------- | ---------------------- | -------- | ---- |
| Copa Colombia | Independiente Medellín | Colombia | 2019 |
| Copa Colombia | Independiente Medellín | Colombia | 2020 |